# Алберту ди Оливейра
Алберту ди Оливейра (на португалски: Alberto de Oliveira) е бразилски поет.

## Биография
Той е роден на 28 април 1857 година в Сакуарема, щата Рио де Жанейро. Завършва фармацевтика, след което започва да публикува поезия и се налага като един от основните представители на парнасизма в бразилската литература.
Алберту ди Оливейра умира на 19 януари 1937 година в Нитерой, щата Рио де Жанейро.